# Конопкі-Малі
Конопкі-Малі (пол. Konopki Małe, нім. Waldfließ) — село в Польщі, у гміні Мілки Гіжицького повіту Вармінсько-Мазурського воєводства.
Населення — 40 осіб (2011).
У 1975-1998 роках село належало до Сувальського воєводства.

## Демографія
Демографічна структура станом на 31 березня 2011 року:
|          | Загалом | Допрацездатний вік | Працездатний вік | Постпрацездатний вік |
| -------- | ------- | ------------------ | ---------------- | -------------------- |
| Чоловіки | 23      | 2                  | 18               | 3                    |
| Жінки    | 17      | 3                  | 7                | 7                    |
| Разом    | 40      | 5                  | 25               | 10                   |